# Aplocheilichthys
Aplocheilichthys är ett släkte av fiskar. Aplocheilichthys ingår i familjen Poeciliidae.
Kladogram enligt Catalogue of Life:
| Aplocheilichthys | \| \| Aplocheilichthys antinorii \| \| \| \| \| \| Aplocheilichthys atripinna \| \| \| \| \| \| Aplocheilichthys brichardi \| \| \| \| \| \| Aplocheilichthys bukobanus \| \| \| \| \| \| Aplocheilichthys centralis \| \| \| \| \| \| Aplocheilichthys fuelleborni \| \| \| \| \| \| Aplocheilichthys hutereaui \| \| \| \| \| \| Aplocheilichthys jeanneli \| \| \| \| \| \| Aplocheilichthys johnstoni \| \| \| \| \| \| Aplocheilichthys katangae \| \| \| \| \| \| Aplocheilichthys kingii \| \| \| \| \| \| Aplocheilichthys kongoranensis \| \| \| \| \| \| Aplocheilichthys lacustris \| \| \| \| \| \| Aplocheilichthys loati \| \| \| \| \| \| Aplocheilichthys lualabaensis \| \| \| \| \| \| Aplocheilichthys macrurus \| \| \| \| \| \| Aplocheilichthys mahagiensis \| \| \| \| \| \| Aplocheilichthys meyburghi \| \| \| \| \| \| Aplocheilichthys moeruensis \| \| \| \| \| \| Aplocheilichthys myaposae \| \| \| \| \| \| Aplocheilichthys myersi \| \| \| \| \| \| Aplocheilichthys pumilus \| \| \| \| \| \| Aplocheilichthys rudolfianus \| \| \| \| \| \| Aplocheilichthys spilauchen \| \| \| \| \| \| Aplocheilichthys vitschumbaensis \| \| \| \| |
|                  | \| \| Aplocheilichthys antinorii \| \| \| \| \| \| Aplocheilichthys atripinna \| \| \| \| \| \| Aplocheilichthys brichardi \| \| \| \| \| \| Aplocheilichthys bukobanus \| \| \| \| \| \| Aplocheilichthys centralis \| \| \| \| \| \| Aplocheilichthys fuelleborni \| \| \| \| \| \| Aplocheilichthys hutereaui \| \| \| \| \| \| Aplocheilichthys jeanneli \| \| \| \| \| \| Aplocheilichthys johnstoni \| \| \| \| \| \| Aplocheilichthys katangae \| \| \| \| \| \| Aplocheilichthys kingii \| \| \| \| \| \| Aplocheilichthys kongoranensis \| \| \| \| \| \| Aplocheilichthys lacustris \| \| \| \| \| \| Aplocheilichthys loati \| \| \| \| \| \| Aplocheilichthys lualabaensis \| \| \| \| \| \| Aplocheilichthys macrurus \| \| \| \| \| \| Aplocheilichthys mahagiensis \| \| \| \| \| \| Aplocheilichthys meyburghi \| \| \| \| \| \| Aplocheilichthys moeruensis \| \| \| \| \| \| Aplocheilichthys myaposae \| \| \| \| \| \| Aplocheilichthys myersi \| \| \| \| \| \| Aplocheilichthys pumilus \| \| \| \| \| \| Aplocheilichthys rudolfianus \| \| \| \| \| \| Aplocheilichthys spilauchen \| \| \| \| \| \| Aplocheilichthys vitschumbaensis \| \| \| \| |
|                  | Aplocheilichthys antinorii |
|                  | |
|                  | Aplocheilichthys atripinna |
|                  | |
|                  | Aplocheilichthys brichardi |
|                  | |
|                  | Aplocheilichthys bukobanus |
|                  | |
|                  | Aplocheilichthys centralis |
|                  | |
|                  | Aplocheilichthys fuelleborni |
|                  | |
|                  | Aplocheilichthys hutereaui |
|                  | |
|                  | Aplocheilichthys jeanneli |
|                  | |
|                  | Aplocheilichthys johnstoni |
|                  | |
|                  | Aplocheilichthys katangae |
|                  | |
|                  | Aplocheilichthys kingii |
|                  | |
|                  | Aplocheilichthys kongoranensis |
|                  | |
|                  | Aplocheilichthys lacustris |
|                  | |
|                  | Aplocheilichthys loati |
|                  | |
|                  | Aplocheilichthys lualabaensis |
|                  | |
|                  | Aplocheilichthys macrurus |
|                  | |
|                  | Aplocheilichthys mahagiensis |
|                  | |
|                  | Aplocheilichthys meyburghi |
|                  | |
|                  | Aplocheilichthys moeruensis |
|                  | |
|                  | Aplocheilichthys myaposae |
|                  | |
|                  | Aplocheilichthys myersi |
|                  | |
|                  | Aplocheilichthys pumilus |
|                  | |
|                  | Aplocheilichthys rudolfianus |
|                  | |
|                  | Aplocheilichthys spilauchen |
|                  | |
|                  | Aplocheilichthys vitschumbaensis |
|                  | |